# 高橋一夫 (三条市長)
高橋 一夫（たかはし かずお、1937年（昭和12年）6月18日 - ）は日本の政治家。元新潟県三条市長（3期）。

## 経歴
新潟県出身。明治大学工学部卒。卒業後は金物卸会社を経営する。1999年三条市長選挙に立候補し、現職の候補を破って初当選する。2003年の市長選挙では無投票で再選。2004年に7・13水害が発生。市内に大きな被害が生じた。2005年に三条市は南蒲原郡栄町と下田村が合併し、新しい三条市が誕生した。高橋は合併後の市長選挙に出馬しない考えだったが、河川改修の責任があるとして、合併後の市長選挙に出馬、無投票で当選した。翌2006年9月25日に10月17日付で市長職を辞職する考えを明らかにした。同日午前に市議会正副議長に辞職を報告した後、各派代表者会議で報告。9月定例会最終日の27日に市議会議長に辞職願を提出した。辞職の理由について「7・13水害の対応で責任をまっとうするために昨年、市長選に出馬したが、五十嵐川の改修にめどがついたこと、加えて気力、体力ともに限界に達しつつある」ことを挙げた。10月17日に正式に市長を辞職した。